# 333.ª Divisão de Infantaria (Alemanha)
A 333ª Divisão de Infantaria (em alemão:333. Infanterie-Division) foi uma unidade militar que serviu no Exército alemão durante a Segunda Guerra Mundial.

## Comandantes
| Comandante                         | Data                                            |
| ---------------------------------- | ----------------------------------------------- |
| Generalleutnant Rudolf Pilz        | 15 de novembro de 1940 - 10 de dezembro de 1942 |
| Generalmajor Gerhard Graßmann      | 10 de dezembro de 1942 - 22 de março de 1943    |
| Generalleutnant Rudolf von Tschudi | 22 de março de 1943 - 1 de julho de 1943        |
| Generalmajor Wilhelm Crisolli      | 1 de julho de 1943 - 10 de julho de 1943        |
| Generalleutnant Erwin Menny        | 10 de julho de 1943 - 17 de outubro de 1943     |

## Área de operações
| Alemanha                   | novembro de 1940 - maio de 1941     |
| França                     | maio de 1941 - março de 1943        |
| Frente Oriental, setor sul | de março de 1943 - novembro de 1943 |